# Splitterschutzröhre

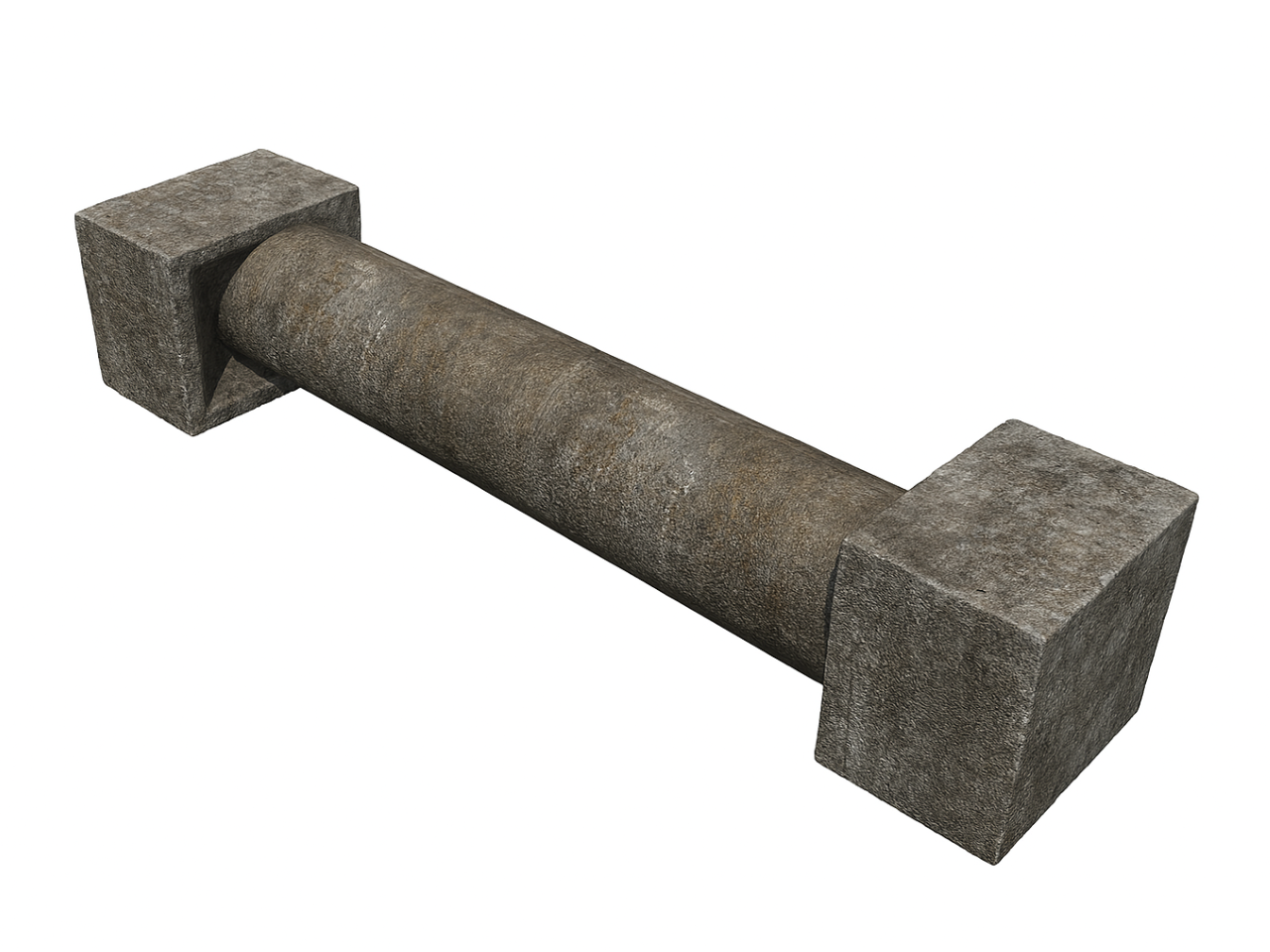
Schematische Darstellung einer Splitterschutzröhre

Eine Splitterschutzröhre (auch Röhrendeckungsgraben) ist eine einfache röhrenförmige Luftschutzeinrichtung, die in erster Linie dem Schutz vor Granatsplittern und Bombensplittern dient. Diese Kleinbunker wurden während des Zweiten Weltkriegs errichtet und waren vor allem in militärischen Einrichtungen, auf Industriegeländen oder in der Nähe von Bahnhöfen anzutreffen, ebenso wurden sie auf öffentlichen Plätzen oder hinter Konzerthäusern errichtet, wo es zu Menschenansammlungen kam. Sie boten bei Luftangriffen keinen Schutz gegen direkte Bombentreffer, sondern nur vor umherfliegenden Bombensplittern.

## Konstruktion
Splitterschutzröhren waren häufig Teil größerer Schutzsysteme auf militärischen Testgeländen oder in Rüstungsbetrieben, die strategisch bedeutsam waren. Sie bestanden in der Regel aus vorgefertigten Betonsegmenten, die zu einer unterirdischen oder halbunterirdischen Röhre zusammengesetzt und mit Sand oder Erdreich bedeckt wurden. Der Zugang erfolgte meist über einen kleinen Eingang an den offenen Enden. Aufgrund ihrer einfachen Bauweise konnten diese Röhren schnell und kostengünstig installiert werden.
Im Inneren boten sie nur Platz für wenige Personen und waren oft mit einfachen Holzbänken ausgestattet. Aufgrund der beengten Verhältnisse galten sie lediglich als temporäre Schutzräume während kurzer Luftangriffe. Die Röhren waren in der Regel durch ihre offene Bauweise direkt mit der Außenluft verbunden und boten somit keinen Schutz gegen das Eindringen von chemischen Kampfstoffen oder Rauchgasen, die durch die auf Bombenangriffe folgenden Brände entstanden.

## Erhaltene Exemplare

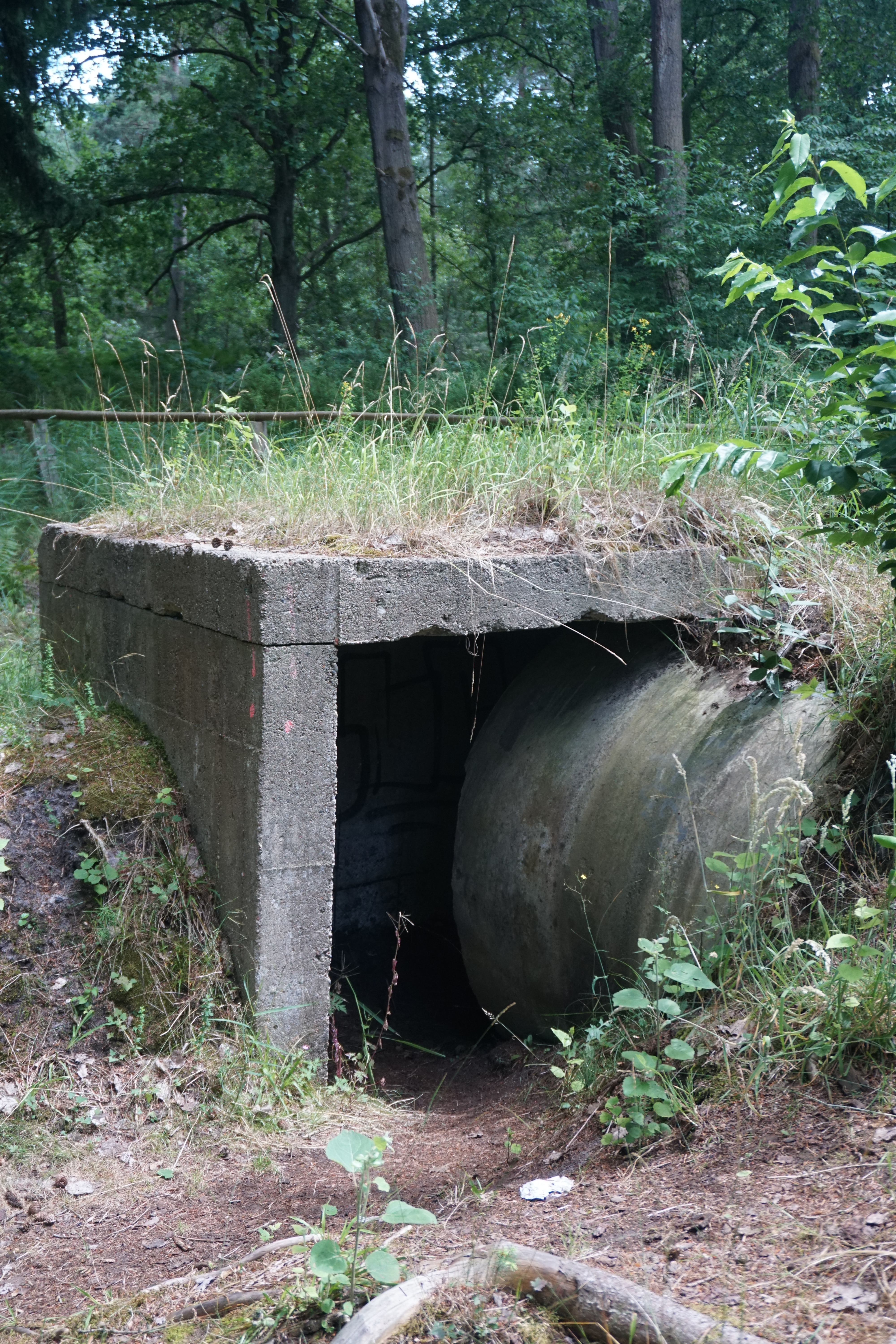
Splitterschutzröhre in der Nähe von Karlshagen auf Usedom

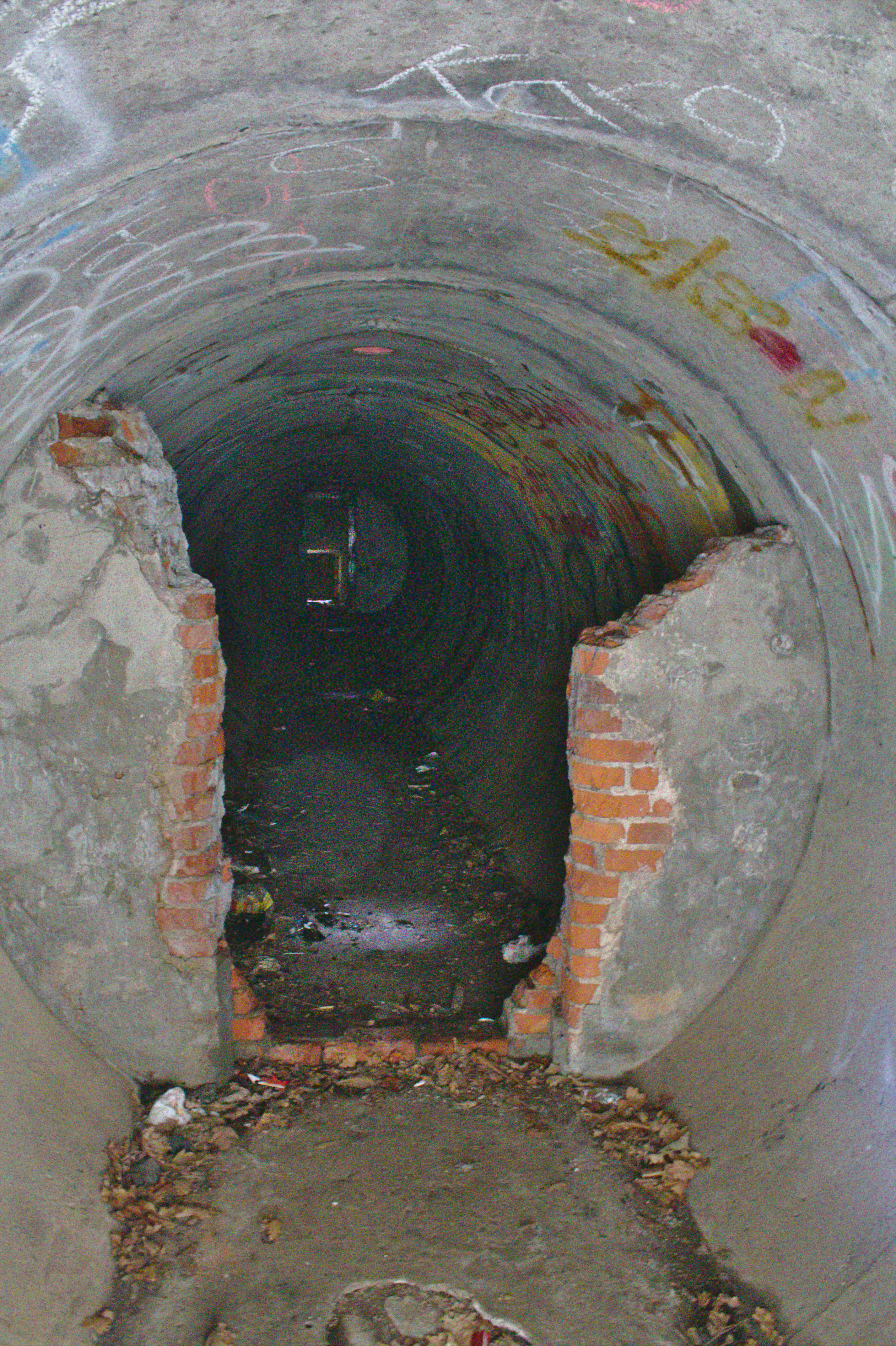
Splitterschutzröhre in Nähe des Bahnhofs Staatsforsten (Cloppenburg)

Ein Beispiel für den Einsatz solcher Anlagen findet sich im Bereich der ehemaligen Heeresversuchsanstalt Peenemünde auf Usedom, wo die Röhre in der Nähe der Verladehalle lag. Dort diente sie Beschäftigten des Areals während Luftangriffen als Schutzraum. Die Anlage ist öffentlich zugänglich und kann betreten werden; sie befindet sich an einem Radweg zwischen Karlshagen und Peenemünde. Die 10 Meter lange Röhre mit einem Durchmesser von 1,50 Metern besitzt eine Wandstärke von 30 Zentimetern. Beide Seiten sind rotationssymmetrisch mit rechtwinkligen Eingängen ohne Türen gestaltet – die ursprünglich in der Röhre installierten Bänke existieren nicht mehr.
Ein Zeitzeuge suchte in der Nacht vom 17. auf den 18. August 1943 gemeinsam mit 34 anderen Menschen Schutz vor den Luftangriffen der Operation Hydra in dieser Röhre:

„Um 23.25 Uhr gab es Fliegeralarm. Die Belegschaft unserer Baufirma ging in die Splitterschutzröhre […] ca. 20 m vom Haus entfernt. […] Bomben aller Kaliber wurden abgeworfen. […] Mit jedem Einschlag kamen der Luftdruck der Detonation und der Dreck durch die Röhre geflogen. […] Um 1.30 Uhr war alles vorbei. [… Wir kamen] aus unserer Deckung heraus [und] gingen zuerst zu unserem Wohnheim. Da es aus Holz gebaut war, war nichts mehr davon da, außer dem Kellergeschoss […].“

Auch in Staatsforsten (Cloppenburg) in Niedersachsen und Sachsen-Anhalt wurden solche Röhren errichtet. Heute sind in Niedersachsen noch etwa 200 Exemplare erhalten. Sie schützten Arbeiter und Anwohner während des Krieges bei Luftangriffen. Die Anlagen waren oft einfach getarnt und liegen heute überwiegend in bewaldeten Gebieten, ehemaligen Bahnhofsanlagen oder an anderen Stellen im Stadtgebiet.
Während Splitterschutzröhren von einigen Stellen – wie etwa dem Museumsdorf Cloppenburg – als zeitgeschichtliche Zeugnisse der Luftschutzmaßnahmen im Zweiten Weltkrieg als erhaltenswert angesehen werden, betrachten einige Bürger diese Relikte als „Schandfleck“. Auch die Landesdenkmalschutzbehörde Niedersachsen stuft einzelne Objekte als nicht erhaltenswert ein, weil noch rund 200 weitere Exemplare existieren.